# Lierne nationalpark
Lierne nationalpark, sydsamiska: Lijre vaajrelimmiedajve, är en norsk nationalpark som ligger i ett lågfjällsområde i Lierne kommun i norra Nord-Trøndelag mot den svenska gränsen. Längre västerut i samma kommun börjar den mycket större Blåfjella-Skjækerfjella nationalpark, som inrättades samma dag, den 17 december 2004. Ytan är 333 km² och parken gränsar till flera skyddade fjällområden på den svenska sidan om gränsen och utgör tillsammans med svenska Hotagsfjällen ett mycket stort skyddat vildmarksområde.

## Geografi, landskap och geologi
Nationalparken ligger norr om Sørlivassdraget och mot Sverige passerar den Hestkjølen och Muru. Området är vattendelare mellan vattendragen som rinner ut i Östersjön och Norska havet. Landskapet är ganska flackt och geologin är unik för fylket då det är dess rikaste och mest varierande från kvartär.
Landskapet präglas av moränavsättningar och lösa massor från issmältningen efter sista istiden. Högsta toppen är Hestkjøltoppen (1 390 m ö.h.) i Hestkjølplatået, som också omfattar Merrafjellet (1 266 m ö.h.). Parken har många våtmarksområden med myrar och beskedlig skogsväxt.

## Flora och fauna
Glaciäravsättningar och myrar ger inte förutsättningar för någon rik eller varierad vegetation. Det finns däremot skyddsvärda bestånd av vide och fjällbjörk med viktiga biotoper mellan fjäll- och skogsekologi samt en del värdefulla våtmarksområden.

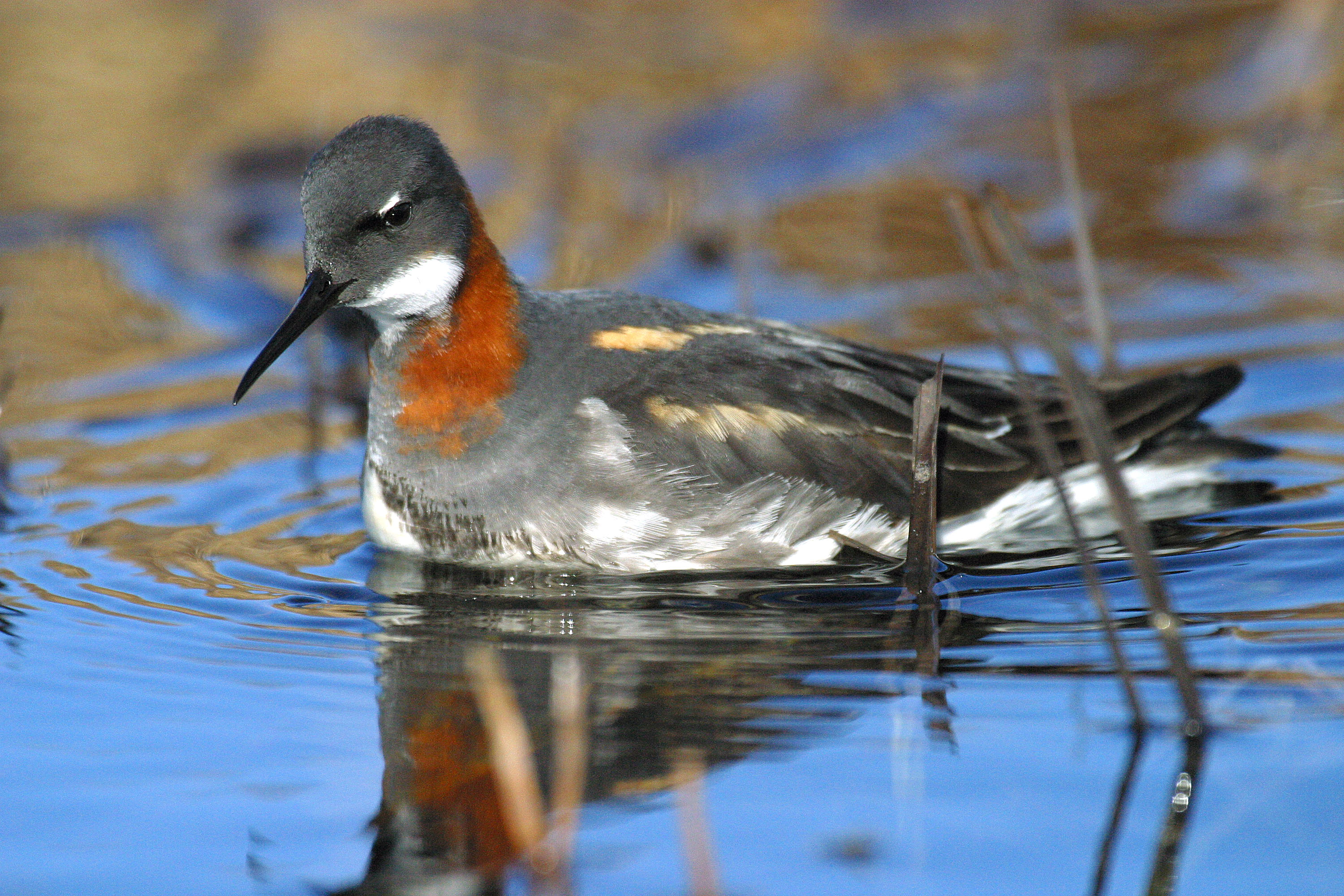
Smalnäbbad simsnäppa

Fjällräven lever och förökar sig här, det finns även järv, lo och björn. Fågellivet består huvudsakligen av vatmarksarter som vadare, änder och lommar. Det finns även smalnäbbad simsnäppa, kärrsnäppa, fjällpipare, fjällabb och kungsörn. Det finns mycket fisk i vattendragen, särskilt öring.

## Kulturminnen
Nationalparken innehåller kulturminnen från två olika kulturer. Det finns spår av fångstanläggningar av sydnorsk typ som daterats till bronsåldern och järnutvinning från 500-talet samt flera typer av samiska kulturminnen, boplatser, samlingsplatser, gravplatser och heliga platser.